# Léonard Bord
Pour les articles homonymes, voir Bord.
 Léonard Bord , né le 8 décembre 1744 à Vallière (Creuse), mort le 9 avril 1823 à Paris, est un député et colonel français de la Révolution et de l’Empire.

## Biographie

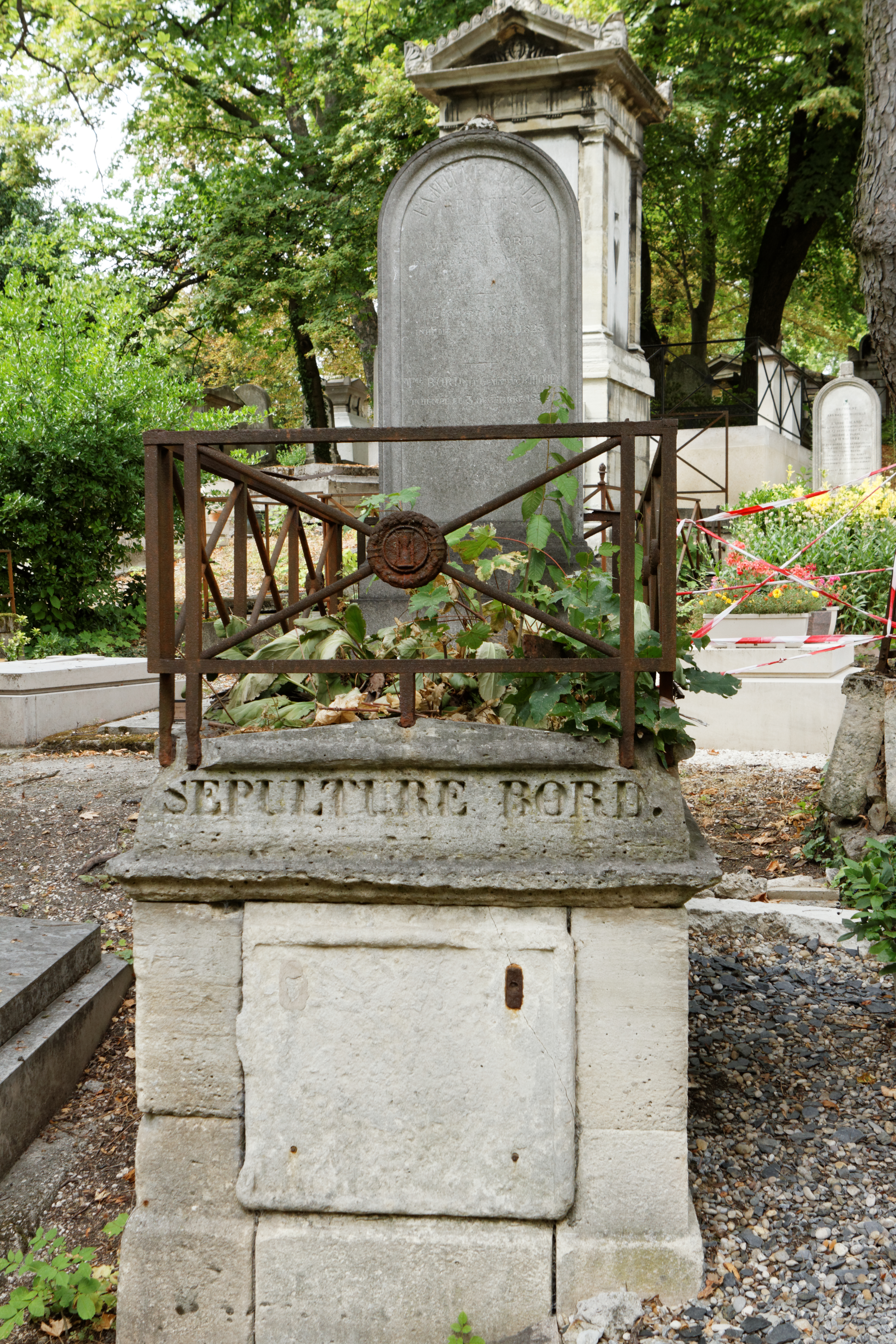
Tombe au cimetière du Père-Lachaise.

Il entre en service le 24 novembre 1762, comme soldat au 17e régiment d’infanterie, ci-devant Auvergne, et il devient grenadier le 6 juin 1764, caporal le 26 août 1766, sergent le 21 septembre suivant, fourrier le 8 juin 1769, sergent-major le 28 juin 1776, adjudant le 9 juin 1779, et enfin porte drapeau le 10 mai 1782. Il fait la campagne de 1762 en Hanovre, pendant laquelle il est blessé à la jambe droite, et la campagne de 1782 et 1783 en Amérique.
Il est nommé sous-lieutenant le 6 avril 1785, et le 31 août 1791, il participe à l’expédition de Nancy. Elevé au grade de lieutenant le 15 septembre 1791, il est fait chevalier de Saint-Louis le 7 octobre suivant, et il reçoit son brevet de capitaine le 1er décembre de la même année. 
Il fait les campagnes de 1792 à l’an VIII, aux armées du Nord, de Sambre-et-Meuse, du Rhin, d’Italie, de Rome, d’Helvétie, d’Angleterre et de Naples. Il a un cheval tué sous lui le 6 novembre 1792, à la Bataille de Jemappes, et est nommé chef de bataillon le 26 juillet 1794, puis chef de brigade le 16 août suivant. En 1797, il est fait prisonnier par les Anglais, et rendu à la liberté à Gênes, il est préside l’unique conseil de guerre de l’armée d’Italie, et la commission extraordinaire chargée de jugé les révoltés de Terni, avant de devenir commandant de la place de Gênes.
En 1800, il est blessé au talon droit lors du passage du Rhin. Le 20 avril 1800, il est nommé président du 2e conseil de guerre à Paris, et le 28 mai suivant, il est élu, par le Sénat conservateur, député de la Vienne au Corps législatif. Il est fait chevalier de la légion d’honneur le 29 novembre 1803, commandeur de l’ordre et électeur du département de la Creuse le 14 juin 1804.
Le Corps législatif l’élut candidat pour la questure, et il fait partie de la députation qui se rend auprès de Napoléon pour le complimenter sur son élévation à la couronne. Il est nommé vice-président du Corps législatif dans sa séance du 7 avril 1806, et le 1er octobre 1808, il est attaché à l'état-major général du 4e corps de la Grande Armée, aux ordres du duc de Dantzig.
Le 1er novembre 1808, il reçoit le commandement de la place de Bilbao, et de retour en France après l’évacuation de l’Espagne le 2 octobre 1813, il reste attaché à l’état-major général jusqu’au 27 juillet 1814, date de sa mise à la retraite.
Il meurt le 9 avril 1823 à Paris et est inhumé au cimetière du Père-Lachaise (39e division).

## Sources
- A. Lievyns, Jean Maurice Verdot, Pierre Bégat, Fastes de la Légion-d'honneur, biographie de tous les décorés accompagnée de l'histoire législative et réglementaire de l'ordre, Tome 2, Bureau de l’administration année = 1842, 344 p. (lire en ligne), p. 283.
- Fiche sur Assemblée nationale
- « Cote LH/293/55 », base Léonore, ministère français de la Culture
- Léon Hennet, Etat militaire de France pour l’année 1793, Siège de la société, Paris, 1903, p. 66.